# Ommatius bacchoides
Ommatius bacchoides är en tvåvingeart som beskrevs av Walker 1864. Ommatius bacchoides ingår i släktet Ommatius och familjen rovflugor. Inga underarter finns listade i Catalogue of Life.